# ATP Challenger Bukarest
Der ATP Challenger Bukarest (offiziell: Bukarest Challenger) war ein Tennisturnier, das von 1991 bis 1992, zwischen 2001 und 2008 sowie 2021 in Bukarest, Rumänien, stattfand. Es gehörte zur ATP Challenger Tour und wurde im Freien auf Sand gespielt. Horacio de la Peña und Santiago Ventura konnten je einen Titel in Einzel und Doppel gewinnen. 

## Liste der Sieger

### Einzel
| Jahr                         | Sieger             | Finalgegner            | Ergebnis      |
| ---------------------------- | ------------------ | ---------------------- | ------------- |
| 2021                         | Jiří Lehečka       | Filip Horanský         | 6:3, 6:2      |
| 2009–2020: nicht ausgetragen |                    |                        |               |
| 2008                         | Santiago Ventura   | Victor Crivoi          | 5:7, 6:4, 6:2 |
| 2007                         | Victor Hănescu     | Marcel Granollers      | 7:66, 6:1     |
| 2002–2006: nicht ausgetragen |                    |                        |               |
| 2001                         | Irakli Labadse     | Emilio Benfele Álvarez | 6:4, 6:2      |
| 1993–2000: nicht ausgetragen |                    |                        |               |
| 1992                         | Horacio de la Peña | Marcos Ondruska        | 6:3, 6:0      |
| 1991                         | Marcelo Filippini  | Gabriel Markus         | 6:3, 6:4      |

### Doppel
| Jahr                         | Sieger                                     | Finalgegner                          | Ergebnis         |
| ---------------------------- | ------------------------------------------ | ------------------------------------ | ---------------- |
| 2021                         | Ruben Gonzales Hunter Johnson              | Maximilian Marterer Lukáš Rosol      | 1:6, 6:2, [10:3] |
| 2009–2020: nicht ausgetragen |                                            |                                      |                  |
| 2008                         | Rubén Ramírez Hidalgo Santiago Ventura (2) | Andrea Arnaboldi Máximo González     | 6:3, 5:7, [10:6] |
| 2007                         | Marcel Granollers Santiago Ventura (1)     | Florin Mergea Horia Tecău            | 6:2, 6:1         |
| 2002–2006: nicht ausgetragen |                                            |                                      |                  |
| 2001                         | Mark Merklein Paul Rosner                  | Ionuț Moldovan Juri Schtschukin      | 6:4, 6:4         |
| 1993–2000: nicht ausgetragen |                                            |                                      |                  |
| 1992                         | Horacio de la Peña Marcos Ondruska         | Jean-Philippe Fleurian Markus Naewie | 6:4, 6:2         |
| 1991                         | Lars Koslowski Tomas Nydahl                | George Cosac Florin Segărceanu       | 6:3, 2:6, 6:3    |